# Robert Malcolm Ward Dixon
Robert Malcolm Ward Dixon (anglès: Robert M. W. Dixon)  (Gloucester, 25 de gener de 1939) és un lingüista britànic, professor de lingüística al Cairns Institute, James Cook University, Queensland, i anteriorment director del Research Centre for Linguistic Typology a la Universitat de La Trobe, Melbourne, Austràlia.

## Carrera acadèmica
Dixon va començar la seva carrera com Research Fellow en estudis estadístics en el "Department of English Language and General Linguistics" de la Universitat d'Edimburg, el 1961
En 1963 va ser contractat per un any pel Australian Institute of Aboriginal Studies per a dur a terme treball lingüístic de camp en North-east Qyeensland, centrant-se especialment en el Dyirbal. De 1964 a 1970 va ser Lecturer in Linguistics en l'University College London, on va presentar la seva tesi doctoral (una gramàtica del Dyirbal) en 1967. De 1968 a 1969 va ser Lecturer on Linguistics en la Universitat Harvard. En 1970 va ser nomenat Professor i Cap del Departament de Lingüística de la Australian National University a Canberra.
Entre 1970 i 1992 va realitzar 20 estades de treball de camp a North-east Qyeensland, fruit de les quals van ser les seves extenses gramàtiques del Dyirbal (1972) i del Yidiii (1977) i altres més breus de llengües llavors a la vora de l'extinció (avui ja extintes), Warrgamay (1981), Nyawaygi (1983) and Mbabaram (1991).
Al desembre de 1990 va deixar la Prefectura del seu Departament i va obtenir el primer de tres ajudes de 5 anys atorgades pel Sènior Research Fellowships del Australian Research Council. En 1991 comença el seu treball de camp en la selva de l'Amazones, especialment entre els indis jarawara. En 2004 publica una extensa gramàtica d'aquesta llengua.
En 1996, Dixon i la lingüista Aleksandra Eichenwald, van fundar el Research Centre for Linguistic Typology a la Universitat Nacional d'Austràlia en Canberra. Posteriorment, en 2000, el centre va ser traslladat a la Universitat de la Trobe a Melbourne. Tanto Dixon (director del centro) como Eichenwald (directora asociada) dimitieron de sus puestos en mayo de 2008. A començaments de 2009, R. M. W. Dixon i Aleksandra Eichenwald fundaren el Language and Culture Research Group, LCRG al campus de Cairns de la Universitat James Cook.

## Àrees de recerca
Dixon ha investigat en moltes àrees de la teoria lingüística i ha fet quantiós treball de camp, tant amb parlants de llengües aborígens d'Austràlia com en la Amazònia. Ha publicat gramàtiques del dyirbal i el yidiny com de llengües no australianes com el Boumaa Fidyi i el jarawara.
En lingüística històrica, Dixon s'ha caracteritzat per tenir una postura molt ferma i intrasigente respecte al rigor necessari per a acceptar el parentiu entre diferents grups de famílies, rebutjant per complet la majoria de macrofamílies proposades al·legant que les proves no són concloents. En el camp de la lingüística australiana rebutja radicalment que les Llengües pama-nyunga formin una família lingüística ben establerta, argumentant que algunes de les similituds són el resultat de la difusió lingüística i no una mostra de parentiu genètic genuí. També rebutja l'ús del model de arbre filogenètic en moltes circumstàncies, argumentant que només en unes certes ocasions aquest model és una representació acceptable. Ha proposat un model d'evolució lingüística basat en el mododelo de equilibri puntuat de la biologia evolucionista, defensant que aquest és el model correcte per a explicar la diversificació de les llengües aborígens australianes i amazòniques. La seva obra The Rise and Fall of Languages discuteix detalladament aquestes propostes. ncara que aquest treball ha estat criticat per alguns australianistes més tradicionals.

## Publicacions en lingüística

### Llibres publicats
- Dixon, R.M.W. 1963 Linguistic science and logic Ámsterdam: Mouton.
- Dixon, R.M.W. 1965 What is language? A new approach to linguistic description Londres: Longman.
- Dixon, R.M.W. 1973 The Dyirbal language of North Queensland Cambridge: CUP
- Dixon, R.M.W. 1977 A grammar of Yidiñ. Cambridge: CUP
- Dixon, R.M.W. 1982 Where have all the adjectives gone? and other essays in semantics and syntax Berlín: Walter de Gruyter
- Dixon, R.M.W. 1984 Searching for Aboriginal languages, memoirs of a field worker Cambridge: CUP
- Dixon, R.M.W. 1988 A grammar of Boumaa Fijian.
- Dixon, R.M.W., Bruce Moore, W. S. Ramson, and Mandy Thomas 1990 Australian Aboriginal words in English, their origin and meaning Oxford: Oxford University Press
- Dixon, R.M.W. 1991 Words of our country: stories, place names and vocabulary in Yidiny, the Aboriginal language of the Cairns-Yarrabah region Queensland: University of Queensland Press
- Dixon, R.M.W. 1994 Ergativity Australian languages: their nature and development., (Cambridge Studies in Linguistics, 69). Cambridge: Cambridge University Press.
- Dixon, R.M.W. y Grace Koch 1996 Dyirbal song poetry, the oral literature of an Australian rainforest people. Queensland: Univ of Queensland
- Dixon, R.M.W. 1997 The rise and fall of languages. Cambridge: Cambridge University Press.
- Dixon, R.M.W. 2002 Australian languages: their nature and development. Cambridge: Cambridge University Press.
- Dixon, R.M.W. 2012 The languages of Australia Cambridge: CUP
- Dixon, R.M.W. 2004 The Jarawara language of southern Amazonia. Oxford: Oxford University Press
- Dixon, R.M.W. 2005 A semantic approach to English grammar Oxford: Oxford University Press
- Dixon, R.M.W. 2010-2012 Basic linguistic theory. Oxford University Press, Oxford
  - Dixon, R.M.W. 2010 Volume 1: Methodology.
  - Dixon, R.M.W. 2010 Volume 2: Grammatical topics.
  - Dixon, R.M.W. 2012 Volume 3, Further grammatical topics.'
- Dixon, R.M.W. 2011 I am a linguist. Leiden: Brill[13]

### Publicacions com a editor
- Dixon, R.M.W. (ed.) Grammatical categories in Australian languages Studies in ergativity.
- Dixon, R.M.W. y Barry J. Blake (eds) Handbook of Australian languages., Vols 1–5
- Dixon, R.M.W. y Martin Duwell The honey ant men’s long song, and other Aboriginal song poems Little Eva at Moonlight Creek: further Aboriginal song poems.
- Dixon, R.M.W. y Aleksandra I. Eichenwald (eds.) The Amazonian languages.
- Dixon, R.M.W. y Aleksandra I. Eichenwald (eds.) Changing valency: case studies in transitivity.
- Dixon, R.M.W. y Aleksandra I. Eichenwald (eds.) Areal diffusion and genetic inheritance: problems in comparative linguistics Word, a cross-linguistic typology.
- Dixon, R.M.W. y Aleksandra I. Eichenwald (eds.) Studies in evidentiality.
- Dixon, R.M.W. y Aleksandra I. Eichenwald (eds.) Adjective classes: a cross-linguistic typology.
- Dixon, R.M.W. y Aleksandra I. Eichenwald (eds.) Serial verb constructions: a cross-linguistic typology Complementation: a cross-linguistic typology.
- Eichenwald, Aleksandra I. y Dixon, R.M.W. (eds) 2007 Grammars in contact: a cross-linguistic typology. Oxford: Oxford University Press.
- Dixon, R.M.W. y Aleksandra I. Eichenwald (eds.) The semantics of clause linking: a cross-linguistic typology.
- Eichenwald, Aleksandra I., Dixon, R.M.W. y Masayuki Onishi (eds.) Non-canonical marking of subjects and objects. Ámsterdam: John Benjamins
- Eichenwald, Aleksandra I. y Dixon, R.M.W. (eds) 2011 Language at large: Essays on syntax and semantics Leiden: Brill (Empirical approaches to linguistic theory, v. 2)
- Eichenwald, Aleksandra I. y Dixon, R.M.W. (eds) 2013 Possession and Ownership (Explorations in Linguistic Typology) Oxford: Oxford University Press.
- Eichenwald, Aleksandra I. y Dixon, R.M.W. (eds) 2014 The Grammar of Knowledge. A Cross-Linguistic Typology (Explorations in Linguistic Typology) Oxford: Oxford University Press.

## Obra no lingüística
En la dècada dels 60, Dixon va publicar diverses històries curtes de ciència-ficció en revistes del gènere sota el pseudònim Simon Tully.
El 1983 Dixon va publicar unes memòries dels començaments de la seva carrera com a lingüista de camp a Austràlia, titulat Searching For Aboriginal Languages. A més del retrat d'una era del treball lingüístic a la regió, el llibre és un descarnat relat del tractament al qual eren sotmesos els aborígens australians (un tractament que va continuar fins a entrada la dècada de 1960).
El 1984 va publicar una novel·la d'espies "I spy, you die", reeditada diverses vegades, amb el pseudònim de Hossana Brown, i el 1986 va publicar "Death upon a spear" sota el mateix pseudònim.
El 2011 va publicar les seves memòries com a lingüista.
Dixon i John Godrich són els autors de la discografia "definitiva" dels enregistraments de blues i gospel americanes anteriors a la Segona Guerra Mundial: Blues and Gospel Records: 1890-1943.